# Pueblos indígenas de Filipinas

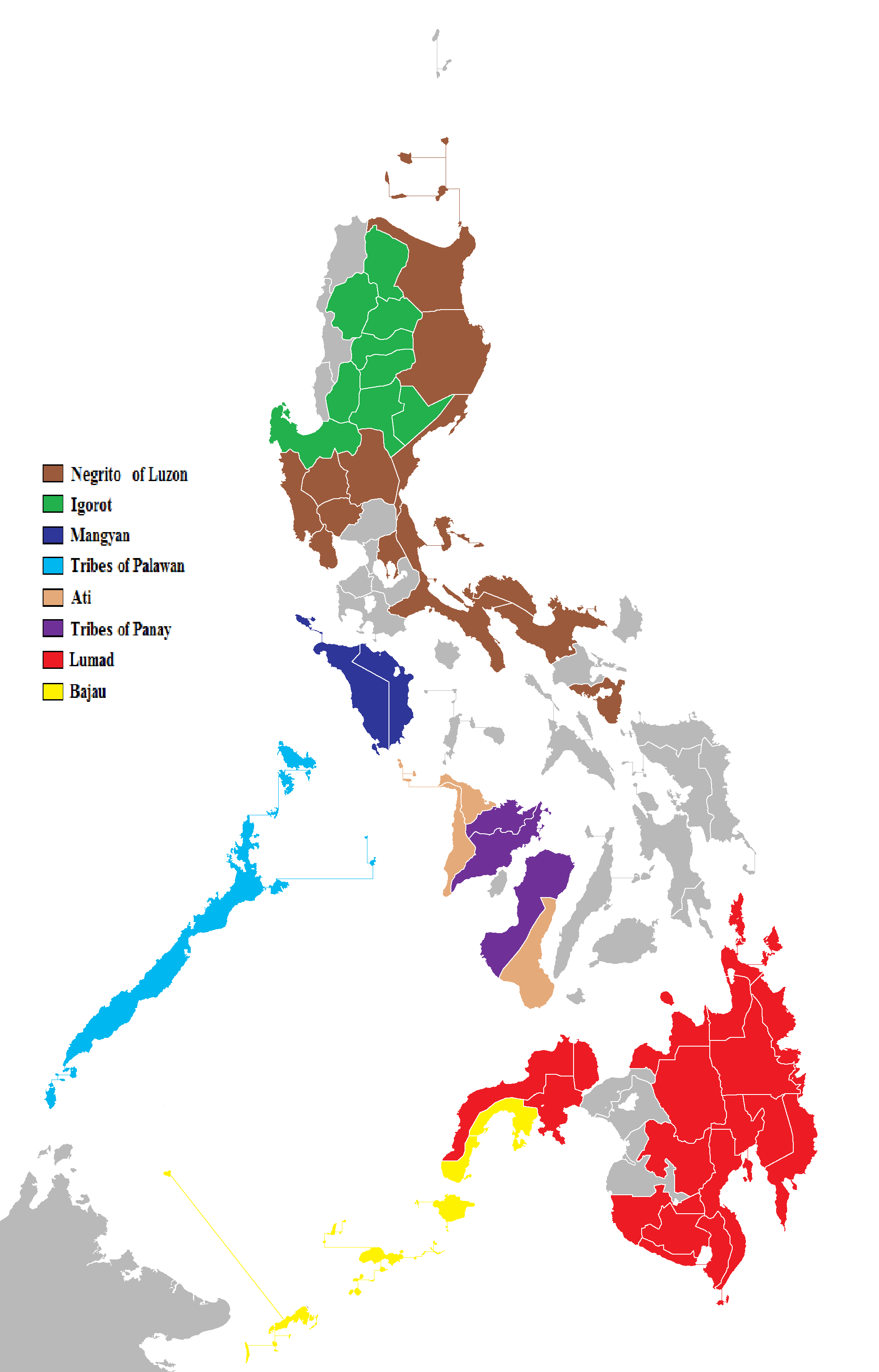
Mapa de pueblos indígenas en Filipinas.

En  Filipinas convive un gran número de grupos étnicos indígenas, descendientes de los habitantes originarios del archipiélago.
Estos grupos tribales no fueron reducidos durante la colonización española, conservado costumbres y tradiciones tras la su pertenecía al  Imperio español en Asia y Oceanía, la ocupación estadounidense y la proclamación de la República de Filipinas.

## Información general

### Demografía
En la década de 1990, había más de 100 grupos tribales refugiados en áreas montañosas que constituían aproximadamente el 3% de la población.
A pesar de que no tenían contacto con el mundo exterior, otros grupos tribales de tierras altas, son mezcla étnica con otros filipinos de tierras bajas.

### Arte y cultura
Estos pueblos muestran varios tipos de organización social,  expresión cultural y habilidades artísticas. 
Su creatividad se pone de manifiesto a la hora de embellecer objetos utilitarios, como cuas. 
Destacan las figuras de madera talladas, cestas, tejidos, cerámica y armas.

## Distribución espacial

### Norte

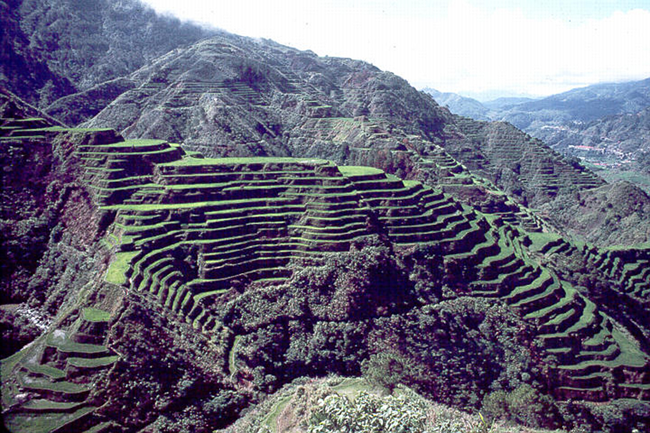
Bancales de Banaue, cultivo tradicional de arroz durante miles de años.

El grupo de los igorotes comprende varias tribus: Bontoc, Ibaloi, Ifugao, Isneg, Kalinga, Kankanaey y Tinguian. Destacan la construcción de bancales para el cultivo de arroz en las laderas.
El grupo Bukidnon en Mindanao se ha mezclado con las habitantes de las tierras bajas durante casi un siglo, mientras que otros grupos, como el Kalinga en Luzón ha permanecido aislado de la influencia de las tierras bajas, habitadas por musulmanes y cristianos.
En 1990  subsistían varios grupos indígenas en la Cordillera Central de Luzón.
Los ifugaos de la provincia de Ifugao, las Bontocs, Kalinga, Tinguian, la Kankana-ey e Ibaloi eran todos los agricultores que construyeron las terrazas de arroz durante muchos siglos.

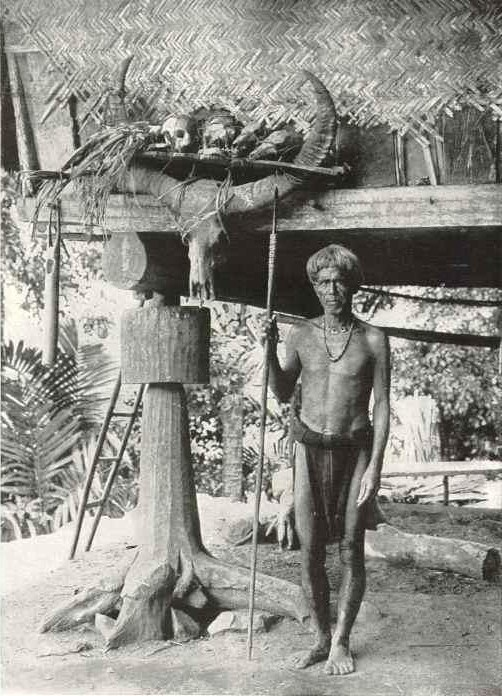
Guerrero Ifugao con algunos de sus trofeos, 1912, page 894 in Head Hunters of Northern Luzon.

Otros pueblos de las montañas de Luzón son los Isnegs del norte de la provincia de Kalinga-Apayao, la Gaddangs de la frontera entre Kalinga-Apayao, y provincias de Isabela y los ilongot de la provincia de Nueva Vizcaya y las montañas de Caraballo.
Su modo de vuda es la caza y la recolección, el cultivo de la agricultura y la caza de cabezas (headhunting) consistente en tomar y conservar reducida la cabeza de una persona después de haberla matado.

## Negrito de Luzón
Los negritos son varios grupos étnicos aislados del Sudeste de Asia considerados a veces dentro del grupo racial negroide o del australoide, sobre cuyos territorios llegaron más recientemente oleadas de pueblos asiáticos. Comúnmente se les considera la población más antigua del Sudeste de Asia.

## Igorote
Los igorotes  habitan en los terrenos abruptos de la Cordillera Central al norte de la isla de Luzón. Son conformados por seis tribus de origen etnolingüístico común, conocidos como los Ibaloys, Kankanaeys, Ifugaos, Kalingas, Apayaos  y los Bontocs. A todos ellos se les denomina con el término genérico de Igorotes, una palabra derivada de la raíz “golot”, que en su idioma significa montaña.

## Mangyan
Mangyan es el nombre genérico para los ocho grupos indígenas que se encuentran en la isla de Mindoro, al suroeste de la isla de Luzón.
Cada uno de estos grupos cuenta con su propio nombre tribal, idioma y costumbres.

## Ati
Ati es un grupo étnico  que vive en Panay e islas vecinas, que se distingue físicamente por su aspecto similar al de otros aborígenes negritos, tales como los aeta de Luzón, los batak de Palawan y los mamanoás de Mindanao, que se consideren todos descendientes de los primeros pobladores que llegaron a las isla hace 20 a 30 mil años, a través de un istmo que durante la última glaciación las unía con Borneo.

## Lumades
Los lumades (en cebuano: katawhang lumad son el endónimo colectivo de las etnias indígenas de Mindanao. Su nombre se deriva del cebuano lumad, que significa “nativo”.

## Bajau
Bajau (Badjaw o Badjau), es un grupo étnico  indígena musulmán originario del Archipiélago de Sulu.
Se caracterizan por ser un pueblo marinero nómada.

## Comisión Nacional de Pueblos Indígenas
La Comisión Nacional de Pueblos Indígenas (CNPI) es una agencia del gobierno de Filipinas que tiene la responsabilidad de abordar los problemas y las preocupaciones respecto de los pueblos indígenas del país. 
Fue creada el 29 de octubre de 1997 mediante Republic Act 8371 denominada Indigenous Peoples' Rights Act of 1997.